# Grif starogo borca
Grif starogo borca (Гриф старого борца) è un film del 1916 diretto da Evgenij Francevič Bauėr.